# Moineau pâle
Carpospiza brachydactyla
Genre
Espèce
Synonymes
- Petronia brachydactyla (Bonaparte, 1851)
 (préféré par IUCN)

Statut de conservation UICN

 LC  : Préoccupation mineure
Le Moineau pâle (Carpospiza brachydactyla) est une espèce d'oiseaux de la famille des passeridés. C'est la seule espèce du genre Carpospiza.

## Répartition
Cet oiseau vit en Afghanistan, en Arabie saoudite, en Arménie, en Azerbaïdjan, à Chypre, à Djibouti, en Égypte, dans les Émirats arabes unis, en Érythrée, en Éthiopie, en Géorgie, en Irak, en  Iran, en Israël, en Jordanie, au Koweït, au Liban, à Oman, au Pakistan, au Qatar, au Soudan, en Syrie, en Turquie, au Turkménistan et au Yémen.

## Systématique
Certains auteurs classent cette espèce dans le genre Petronia.

## Habitat
Cet oiseau peuple les savanes sèches tropicales et subtropicales et les prairies tempérées.